# Амідини
Амідини — похідні оксокислот, що мають загальну формулу RnE(=O)OH, в яких гідроксигрупа заміщена на аміногрупу, а оксогрупа — на =NR. Сюди включають карбоксамідини, сульфінамідини й фосфінамідини R2P(=NR)NR2.